# 大阪府立生野工業高等学校
大阪府立生野工業高等学校（おおさかふりつ いくのこうぎょうこうとうがっこう）は、大阪府大阪市生野区に所在する公立の工業高等学校。

## 設置学科
- 機械科
- 電気科
- 電子機械科

## 概要
機械科では機械に関する基礎的な技術を習得することを目的とする。電気科では電気技術や通信技術・情報技術などを学ぶ。電子機械科は電気と機械の両方の基礎を学び、メカトロニクスなどを学習する。

## 沿革
- 1940年4月 - 3年制の大阪市立第六工業学校として、大阪市立都島工業学校内に設置された仮校舎で開校。機械科を設置。
- 1941年4月 - 大阪市立生野工業学校と改称。
- 1942年9月 - 現在地に移転。
- 1943年 - 夜間部設置。4年制工業学校となる。
- 1946年 - 大阪市立難波工業学校（戦災被災で廃校）を合併。5年制工業学校となる。
- 1948年 - 学制改革に伴い、大阪市立生野工業高等学校と改称。全日制課程と夜間課程を設置。
- 1949年 - 普通科を新設。
- 1950年 - 電気科を新設。普通科を募集停止。夜間課程を定時制課程と改称。
- 1953年 - 定時制課程を大阪市立生野第二工業高等学校として分離。
- 1957年4月 - 時計・計器科を新設。工業高等学校で同科の設置は日本初である。[1]
- 1984年 - 時計・計器科を電子機械科に改称。
- 2022年 - 大阪府に移管。大阪府立生野工業高等学校に改称。

## 出身者
- 澤田秀雄（エイチ・アイ・エス創業者・会長）
- 林みのる（レーシングカーコンストラクター・童夢創業者、日本自動車レース工業会会長）
- 笑福亭仁鶴（吉本興業特別顧問、落語家、タレント）
- 久保俊巳（元プロ野球選手）
- 金城致勲（元プロ野球選手）
- 太田正男（元プロ野球審判員）
- 上田龍星（ボートレーサー）

## 交通
- JR西日本（大阪環状線）寺田町駅より南東へ約700m